# سوزان شو
سوزان شو (بالإنجليزية: Susan Shaw)‏ هي ممثلة بريطانية، ولدت في 29 أغسطس 1929 بإنجلترا في المملكة المتحدة، وتوفيت في 27 نوفمبر 1978 في المملكة المتحدة بسبب تشمع الكبد.

## وصلات خارجية
- سوزان شو على موقع IMDb (الإنجليزية)
- سوزان شو على موقع قاعدة بيانات الفيلم (الإنجليزية)